# The Crown Jewels
The Crown Jewels es una caja recopilatoria de la banda británica Queen. Publicada el 24 de noviembre de 1998 a través de Hollywood Records.
Contiene sus ocho primeros álbumes de estudio; Queen, Queen II, Sheer Heart Attack, A Night at the Opera, A Day at the Races, News of the World, Jazz, The Game. También contiene un cuadernillo con las letras de las canciones. Todos los álbumes han sido remasterizados. La caja recopilatoria marca el 25th aniversario de la existencia banda desde el lanzamiento del primer álbum.

## Contenido
La caja recopilatoria contiene:
- Queen (1973) – 38:43
- Queen II (1974) – 40:43
- Sheer Heart Attack (1974) – 38:56
- A Night at the Opera (1975) – 43:05
- A Day at the Races (1976) – 44:15
- News of the World (1977) – 39:15
- Jazz (1978) – 44:40
- The Game (1980) – 35:37